# Apanteles canarsiae
Apanteles canarsiae är en stekelart som beskrevs av William Harris Ashmead 1898. Apanteles canarsiae ingår i släktet Apanteles och familjen bracksteklar. Inga underarter finns listade i Catalogue of Life.